# 永野のりこ
永野 のりこ（ながの のりこ、7月5日 - ）は、日本の女性漫画家。日本漫画家協会常務理事。東京都多摩地域出身。通称「ナガノ」。代表作に『GOD SAVE THE すげこまくん!』『みすて♡ないでデイジー』など。初期に「永野のり子」の表記も使用していた。

## 経歴
東京都多摩地区出身で、作品中にときどき同地の方言が現れる。東京都立八王子東高等学校、法政大学文学部哲学科卒。同期にほりのぶゆきがいる。ほりは漫画研究会所属だったが永野は所属しておらず、当時面識は無かった。
出産早々夫が失業し、自分が漫画で家計を支えようと持ち込みを始める。子供を背負って持ち込みをし、気の毒がられたというエピソードがある。彼女を最初に担当した編集者は徳間書店の大塚英志だった。1985年に『Sci-Fiもーしょん!』（『月刊少年キャプテン』）でデビュー。『アニメージュ』の投稿コーナーの左枠に描かれている『まじょっ子ソンソン』は、同誌で最も長い連載作品である（1987年8月号付録及び11月号読切、1988年1月号より現在まで連載）。
1992年末から『ヤングマガジン』で連載した『GOD SAVE THE すげこまくん!』で大きな人気を博した。
同作品のドラマCDでは作者の歌唱によるオリジナルソング「ラジオボーイ」を聞くことができる。
近年は作中でカトリックについての言及が見られる。
一人娘はオタク系バンド「Little Non」（2011年2月解散）のボーカルとして活躍し、現在はソロのシンガーソングライター、造形・縫製作家として活躍中の 永野希 である。産経新聞火曜日に連載されていた子育てエッセイ漫画『ちいさなのんちゃん』の主役でもある（「おかっぱ少女」として描かれている）。
2018年、第49回星雲賞アート部門を受賞。

## 作風
見やすい絵柄と破天荒なストーリー展開（ファンからは「ナニなアレ」と称される）、その裏に隠されたリリカルさが魅力で、著名漫画家にもファンが多い。主役がコミュニケーションが苦手で、社会から疎外され気味の立場に置かれていることが多く、その主役がもがき苦しみ、傷つきながらも最終的に何らかの形で他者との交流を築き上げていくことが作品のメインテーマとなっていることから、「ナガノに救われた」と共感・感動させられる読者も少なくない。熱心なファン・読者は「ナガノ者（もの）」と称されることが多い。
いわゆるメガネ男子好きであるため、ほぼすべての作品に眼鏡をかけた少年が主要人物として登場する。また、おかっぱ（ボブ）の女の子の登場頻度も高く、初期の作品は少年が歪み切った愛情表現としてこの女の子をいじめる（そして最終的には結ばれる）というパターンのものが多い。脇役キャラも、黒髪ロングの少女、茶髪の少女、ショートカットの少女、ウェーブのかかったロングヘアの少女、細身の少年、マッチョで角刈りの少年、お下げ髪でメガネの少女など、ある程度見た目と性格のパターンが固定化されている。
漫画を描くことについては母から大反対された。そのため母との折り合いが悪くなり、永野が漫画家としてヒットを飛ばしてからも決してその活躍を認めなかったという。そのため、娘の希は「メガネくんはつらい現状から逃避しようとする母、おかっぱ女性はそんな自分を許し癒そうとするもうひとりの母」であると語っている。
当初はタッチの荒い少年漫画調の絵柄であったが、1990年代前半からベタ塗りを多用したレディースコミック調に変化し、現在はスクリーントーンを多用したアニメ調の絵柄となっている。

## 人物

### 性格
非常にシャイな性格であり、一度発表し雑誌等に掲載した作品を「恥ずかしい」といってお蔵入りにすることもあるため、連載作品でも単行本未収録が数話ある。

### 趣味・嗜好
SF・特撮ファンでもあり、作中どさくさにまぎれて、ウルトラ怪獣等が多く登場する。同嗜好の唐沢なをきによる「怪獣王」では、全体の1/3を占めるロング対談の相手をつとめ、怪獣ものTV番組や映画に関する思いを吐露しており、臨月でオールナイトの「ウルトラQ」上映会に参加したエピソードなどのほか、「(怪獣が)もう、好きで好きで、大人になっても好きで好きで、好きで好きで、好きで好きで、好きで好きでしょうがないんですよね」という、誤植と見まがうほどの熱烈な発言まで見られる（対談の文字起こしは唐沢よしこ）。また自身の作品『GOD SAVE THE すげこまくん!』のドラマCDはサブタイトルが「ウルトラ総進撃」となっており、円谷プロダクションの協力により、文字通り多数のウルトラ怪獣が登場する。
音楽ではニュー・ウェイヴやテクノポップが好きであり、作品中でもネタとして登場する。好みの男性はディーヴォのマーク・マザーズボーである（メガネが特徴の人物である）。

### 活動
- 2010年2月11日、『ちいさなのんちゃん すくすくマーチ 新装丁版』の発売に合わせ、サイン会、Little Nonバレンタインスペシャルライヴイベントが六本木ヒルズにて開催された。

- 父が福島県双葉町の帰還困難区域の出身であることから、やなせたかし等の協力を得て早くから東日本大震災に伴う原発事故被害地域への慈善活動に取り組んでおり[4][5]、その一つおきあがりこぼしプロジェクトでは一本木蛮とともにウクライナへも渡航した[6]。

- 日本漫画家協会の常務理事を務めている。日本落画家協会会員。

- 画家の永野のりこは同姓同名の別人である。

## 作品リスト

### 漫画
- Sci-fiもーしょん!
- 必勝!!株リッチ大作戦
- みすて♡ないでデイジー
- GIVE ME(くれくれ）たまちゃん!
- GOD SAVE THE すげこまくん!
- オタクの御主人
- 科学少年01くん
- ハネムーンプラネット
- どーしちゃったの!?KENにーちゃん!
- もぐっこモグタンVSまじょっ子ソンソン
- マンガ パソコン通信入門 -笑って体験、はじめの一歩-（荻窪圭著、講談社ブルーバックス）
- 電波オデッセイ
- 土田君てアレですね! -きみに幸アレ!!-
- ちいさなのんちゃん
- STAND☆BYみ〜ちぇ!!
- ひっち&GO!!
- 永遠のなかまはずれの国
- トモルの星
- アレ!アレ!![7]（MiChao![8]でのWeb連載漫画））
- ちいさなのんちゃん すくすくマーチ 新装丁版
- アイランド皇帝 -ボクはキミに取り返しのつかないコトをする-

### アニメ
- みすて・ないでデイジー[9]

## 出演

### 映画
- 電エースカオス（2023年12月22日、エクストリーム）[10]